# Ørsted (Dania)
Ørsted – miasto w Danii, w regionie Dania Południowa, w gminie Assens.